# Lomamyia longicollis
Lomamyia longicollis är en insektsart som först beskrevs av Walker 1853.  Lomamyia longicollis ingår i släktet Lomamyia och familjen Berothidae. Inga underarter finns listade i Catalogue of Life.